# Rubus obsessus
Rubus obsessus är en rosväxtart som beskrevs av Liberty Hyde Bailey. Rubus obsessus ingår i släktet rubusar, och familjen rosväxter. Inga underarter finns listade i Catalogue of Life.